# أكسل هنري هانسن
أكسل هنري هانسن (بالنرويجية البوكمول: Axel Henry Hansen)‏ هو لاعب جمباز فني نرويجي، ولد في 25 يونيو 1887 في درامن في النرويج، وتوفي في 4 يناير 1980 في لير في النرويج.

## وصلات خارجية
- أكسل هنري هانسن على موقع اللجنة الأولمبية الدولية (الإنجليزية)
- أكسل هنري هانسن على موقع أوليمبيديا (الإنجليزية)